# Thomas Gerard Gallagher
Thomas Gerard Gallagher (Glasgow, 1º maggio 1954) è un politologo britannico.

## Istruzione e carriera
Si è laureato presso l'Università di Manchester e la sua tesi di dottorato è intitolata "Teoria e pratica dell'autoritarismo in Portogallo". Tom Gallagher è attualmente a capo del Dipartimento di studi sulla pace dell'Università di Bradford, che afferma di essere il più grande dipartimento dedicato a questo argomento. Il suo lavoro si è concentrato sulle controversie intergruppo e sul ruolo dello stato nel gestirle o esacerbarle.
Ha pubblicato su riviste scientifiche come Journal of Communist Studies & Transition Politics, European History Quarterly, Security Dialogue, "History Today", "The National Interest", "Democratization", "Balkanology" e "Ethnic and Racial Studies".

## Pubblicazioni

### In lingua inglese
- Glasgow the Uneasy Peace, Manchester University Press (1987)
- Outcast Europe, Routledge (2001)
- The Balkans After the Cold War, Routledge (2003)
- The Balkans in the New Millennium, Routledge (2005)
- Theft of a Nation: Romania Since Communism, C Hurst & Co Publishers Ltd (2005)

### Traduzioni in rumeno
- Furtul unei națiuni. România de la comunism încoace, 2004, ed. Humanitas
- Balcanii în noul mileniu: În umbra războiului și a păcii, 2006, ed. Humanitas

| Controllo di autorità | VIAF (EN) 17236833 · ISNI (EN) 0000 0001 0874 5179 · LCCN (EN) n82117357 · GND (DE) 125828179 · BNE (ES) XX926219 (data) · BNF (FR) cb12025320h (data) · J9U (EN, HE) 987007261399405171 |